# Selyeb
Selyeb község Borsod-Abaúj-Zemplén vármegyében, a Szikszói járásban.

## Fekvése
Szikszótól északra, Abaújszolnok és Monaj közt fekszik. Csak közúton közelíthető meg, a két előbbi település valamelyikének érintésével, a 2622-es úton.

## Története
Selyeb nevét az oklevelek 1256-ban említették először Seleb alakban írva.
A település nemesi birtok volt. 1256-ban Monajkeddel és Nyéstával volt határos.
1332-ben a pápai tizedjegyzék szerint papja 10 garas pápai tizedet fizetett.
Selyeb birtokosa volt Péchy István és a Tisza család is, melynek itt 1713-ban épült kastélya. A kastélynak a feljegyzések szerint a 20. század elején értékes, 300 kötetes angol, francia és latin nyelvű könyvekből álló könyvtára is volt.
1750-ben Tiszta Pál kapott adományt Mária Teréziától Abaújszolnok, Monaj és Selyeb községekben.
A község határában az 1800-as években őskori tárgyakat rejtő halmot tártak fel.
A 20. század elején Selyeb Abaúj-Torna vármegye Szikszói járásához tartozott.
Az 1910-es népszámláláskor 847 lakosából 846 magyar volt, ebből 196 római katolikus, 324 görögkatolikus, 289 református volt.

## Közélete

### Polgármesterei
- 1990–1994: Hubi József (független)[3]
- 1994–1998: Hubi József (független)[4]
- 1998–2002: Hubi József (független)[5]
- 2002–2006: Hubi József (független)[6]
- 2006–2010: Taskó Béla (független)[7]
- 2010–2014: Taskó Béla (független)[8]
- 2014–2019: Aranyosi György (független)[9]
- 2019–2024: Aranyosi György (független)[10]
- 2024– : Mező Csaba (független)[1]

## Népesség
A település népességének változása:
| Lakosok száma | 475  | 462  | 461  | 465  | 512  | 525  | 550  |
|               | 2013 | 2014 | 2015 | 2021 | 2022 | 2023 | 2024 |

2001-ben a település lakosságának 71%-a magyar, 29%-a cigány nemzetiségűnek vallotta magát.
A 2011-es népszámlálás során a lakosok 95,7%-a magyarnak, 48% cigánynak mondta magát (4,3% nem nyilatkozott; a kettős identitások miatt a végösszeg nagyobb lehet 100%-nál). A vallási megoszlás a következő volt: római katolikus 30,9%, református 18,7%, görögkatolikus 31,7%, felekezeten kívüli 3,7% (15% nem válaszolt).
2022-ben a lakosság 55,3%-a vallotta magát magyarnak, 21,7% cigánynak, 0,4% ruszinnak, 0,2% egyéb, nem hazai nemzetiségűnek (44,7% nem nyilatkozott; a kettős identitások miatt a végösszeg nagyobb lehet 100%-nál). Vallásuk szerint 10,7% volt római katolikus, 9,4% református, 20,3% görög katolikus, 0,8% egyéb keresztény, 4,9% felekezeten kívüli (52,3% nem válaszolt).

## Nevezetességei
- Tiszta-kúria: 18. századi barokk épület, melyet Tiszta Pál építtetett.
- Nepomuki Szent János szobra: a rokokó szobrot a Tiszta család állíttatta 1769-ben, egykori kúriájuk közelében. A szent hagyományosan formált alakja különös, mintegy háromágú talpazaton áll, két oldalán a Hit és a Hallgatás angyalával. A talpazaton kronosztikon tudósít az állítás idejéről. A szoborcsoport a sajóládi Sajó-híd mellett álló, hasonló témájú emlékkel rokon, feltehetően mindkettő egy mester munkája.

## Híres selyebiek
Itt születtek: 1927-ben vitéz Bogár Gyula épitész. Önként jelentkezett katonának mikor az oroszok elérték a határt 1944-ben. Részt vett Budapest ostrománál. 1956-ban aktivan részt vett a forradalomban, emiatt menekülni kellett, 43 évig élt Los Angelesben. Ott tervezte s épitette meg a világ legmagasabb Magyar Szabadságharcos Emlékműjét. 2007-ben Hawaii-ba költözött, 2017-ben él, 90 éves.
- 1920-ban Seres János festő és grafikus. Az egri tanárképző főiskolán tanított, Miskolcon hunyt el 2004-ben.
- 1961-ben Számadó László matematikatanár, tankönyvíró. Az Árpád Gimnázium tanára.

## Külső hivatkozások
- borsod-kozoktatas.hu Selyeb a Borsod-közoktatás.hu oldalon